# Губернатор Иркутской области
Губернатор Иркутской области — высшее должностное лицо Иркутской области. Губернатор возглавляет систему органов исполнительной власти области.
Должность введена в 1994 году и позднее закреплена в Уставе Иркутской области 1995 года.

## Полномочия и ответственность
Согласно Уставу Иркутской области, губернатор
- обнародует либо отклоняет законы Иркутской области, принятые Законодательным Собранием Иркутской области;
- представляет в Законодательное Собрание Иркутской области проект областного бюджета, проект бюджета территориального государственного внебюджетного фонда, отчет об исполнении областного бюджета, отчет об исполнении бюджета территориального государственного внебюджетного фонда;
- представляет в Законодательное Собрание Иркутской области проекты программ социально-экономического развития Иркутской области и ежегодные отчеты об исполнении программ социально-экономического развития Иркутской области;
- ежегодно представляет в Законодательное Собрание Иркутской области и обнародует послание о положении дел в Иркутской области и основных направлениях областной государственной политики;
- принимает решение о досрочном прекращении полномочий (роспуске) Законодательного Собрания Иркутской области;
- определяет структуру исполнительных органов государственной власти Иркутской области в соответствии с Уставом Иркутской области;
- формирует Правительство Иркутской области;
- назначает на должности и освобождает от должностей иных руководителей исполнительных органов государственной власти Иркутской области;
- принимает решение об отставке Правительства Иркутской области;
- признает утратившими силу либо приостанавливает действие правовых актов Правительства Иркутской области или отдельных положений указанных правовых актов;
- принимает решение о назначении члена Совета Федерации Федерального Собрания Российской Федерации — представителя от Правительства Иркутской области;
- представляет Законодательному Собранию Иркутской области кандидатуры для назначения на должности мировых судей Иркутской области;
- назначает половину членов Избирательной комиссии Иркутской области с правом решающего голоса;
- совместно с Законодательным Собранием Иркутской области согласовывает назначение на должность прокурора Иркутской области;
- представляет Президенту Российской Федерации доклады о фактически достигнутых и планируемых значениях показателей для оценки эффективности деятельности исполнительных органов государственной власти Иркутской области;
- осуществляет действия, связанные с организацией и проведением выборов и референдумов на территории Иркутской области;
- вносит в Законодательное Собрание Иркутской области проекты законов Иркутской области о роспуске представительных органов муниципальных образований Иркутской области;
- отрешает глав муниципальных образований Иркутской области, глав местных администраций от должности;
- принимает решение о временном осуществлении исполнительными органами государственной власти Иркутской области полномочий органов местного самоуправления муниципальных образований Иркутской области;
- награждает наградами Иркутской области, присваивает почетные звания Иркутской области;
- участвует в формировании Общественной палаты Иркутской области.

## Срок полномочий
С введением должности срок полномочий губернатора составлял 4 года.
В мае 2003 года решением законодательного собрания Иркутской области срок был увеличен до 5 лет.

## Список губернаторов
| №               | Фото | Ф. И. О.                      | Срок полномочий                                                                         | Партия        |
| --------------- | ---- | ----------------------------- | --------------------------------------------------------------------------------------- | ------------- |
| 1               |      | Ножиков, Юрий Абрамович       | 19 сентября 1991 — 25 апреля 1997                                                       | Беспартийный  |
| (и. о.)         |      | Иванов, Виталий Иннокентьевич | 25 апреля 1997 — 8 августа 1997                                                         | Беспартийный  |
| 2               |      | Говорин, Борис Александрович  | 21 августа 1997 год — 8 сентября 2005                                                   | Беспартийный  |
| 3               |      | Тишанин, Александр Георгиевич | 8 сентября 2005 — 15 апреля 2008                                                        | Единая Россия |
| (врио) 4        |      | Есиповский, Игорь Эдуардович  | 15 апреля 2008 — 22 ноября 2008 (врио) 13 декабря 2008 — 10 мая 2009 †                  | Единая Россия |
| (врио)          |      | Сокол, Сергей Михайлович      | 10 мая 2009 — 8 июня 2009                                                               | Единая Россия |
| 5               |      | Мезенцев, Дмитрий Фёдорович   | 8 июня 2009 — 18 мая 2012                                                               | Беспартийный  |
| (врио) 6 (врио) |      | Ерощенко, Сергей Владимирович | 18 мая 2012 — 29 мая 2012 (врио) 29 мая 2012 — 13 мая 2015 13 мая 2015 — 2 октября 2015 | Беспартийный  |
| 7               |      | Левченко, Сергей Георгиевич   | 2 октября 2015 — 12 декабря 2019                                                        | КПРФ          |
| 8               |      | Кобзев, Игорь Иванович        | 12 декабря 2019 — 18 сентября 2020 (врио) 18 сентября 2020 — н. в.                      | Единая Россия |